# شين هوكوتو نو كين
نيو فيست أوف ذا نورث ستار (باليابانية:新・北斗の拳) ، أنتجت الأوفا الأولى عام 1996م، وصدرت الأوفا الثانية عام 2004م.

## وصلات خارجية
- Shin Hokuto no Ken at OB Planning (باليابانية)
- New Fist of the North Star at ADV Films
  - نسخة أرشيفية في أرشيف الإنترنت
- شين هوكوتو نو كين على موقع IMDb (الإنجليزية)
- شين هوكوتو نو كين على موقع قاعدة بيانات الفيلم (الإنجليزية)
- شين هوكوتو نو كين على موقع ليتربوكسد (الإنجليزية)
- شين هوكوتو نو كين على موقع كينوبويسك (الروسية)
- شين هوكوتو نو كين على موقع ANN anime (الإنجليزية)